# Христодулу, Николаос
Николаос Христодулу (греч. Νικόλαος Χριστοδούλου; 18 июля 1863—1924) — греческий пехотный офицер, конца XIX — начала XX веков, генерал-майор.

## Молодость
Христодулу родился 18 июля 1863 года в городе Халкида.
Вступил в греческую армию 14 июля 1878 года.
Христодулу был красивым и бравым офицером и в армии получил прозвище «прекрасный Арес»:285.
В кратковременной сколь и странной Греко-турецкой войне 1897 года воевал во 2-м пехотном полку.

## В антимонархистском офицерском Союзе
В 1909 году, в звании капитана, Христодулу примкнул к антимонархистскому офицерскому Союзу, руководимому полковником Николаосом Зорбасом. 15 августа 1909 года капитаны Христодулу и Ксанту взяли под арест командира полка в Халкиде и повели полк к столице.
Правительство подало в отставку и королевская семья, по выражению историка Т. Герозисиса, пережила несколько часов страха, в особенности по причине «эпизода Христодулу»:285. Когда полк приближался к летнему дворцу в пригороде Татой, король Георг послал своего адъютанта с приказом Христодулу-Ксантосу. Христодулу ответил, что получает приказы только от «Союза», но успокоил короля, что тот может оставаться спокойным, если не предпримет никаких действий. Заверения Христодулу только усилили беспокойство короля, который послал своего адъютанта к руководителю Союза. Полковник Зорбас лично отправился в Татой и заверил Христодулу что он будет амнистирован за свои действия, что «вызвало ярость прекрасного Ареса»:285.

## Балканские войны
В Балканские войны 1912-13 первоначально командовал батальоном в составе 3-го пехотного полка.
Во Вторую Балканскую войну и в ходе сражения и греческой победы над болгарами в сражении при Килкисе, 19 июня 1913 года погиб командир 1-го полка полковник Ф. Диалетис. Христодулу принял командование 1-м полком 20 июня 1913 года и оставался на этом посту до сражения в Кресненском ущелье. После чего, Христодулу вернулся в свой батальон и через несколько дней принял командование всего 3-го полка, которым командовал в последние дни Второй Балканской войны

## Первая мировая война
В конце июля 1916 год, болгарская армия вторглась в Восточную Македонию, направляясь в Центральную Македонию. Первый удар приняла VI дивизия, которой командовал Христодулу. Дивизия была вынуждена отступить с позиции Демир-Хисар в направлении Драма — Кавала. Форт Маври Петра (Чёрный камень) которым командовал капитан Кондилис, не обращая внимание на приказы отступить, продолжал сражаться. 3-дневная оборона форта Маври Петра сделали Кондилиса «мифическим героем в глазах греческого народа».
Вместе с другими офицерами участниками антимонархистского движения 1909 года:349. Христодулу примкнул к движению «Национальной обороны» в Салониках и воевал на Македонском фронте:285, приняв командование дивизии Серр у города Гевгелия в декабре 1916 года.
Он продолжал командовать дивизией до 1918 года, когда был замещён по причине болезни. Окончательно ушёл в отставку 24 апреля 1924 года.
Умер в том же году.